# Du, Herre, ser och känner mig
Du, Herre, ser och känner mig är en psalmtext översatt från tyska av Johan Olof Wallin 1812. Texten bygger på Psaltaren 139. Den tyska ursprungstexten, Herr gott der du erforschest mich sammansatt av Heinrich Vogtherr under 1540-talet.
Melodin är ur Teutsch Kirchenampt, en koralbok tryckt i Strassburg 1525.

## Publicerad som
- Nr 11 i 1819 års psalmbok under rubriken "Guds lov".
- Nr 65 Metodistkyrkans psalmbok 1896 under rubriken "Gud och hans egenskaper".
- Nr 19 i 1937 års psalmbok under rubriken "Guds lov".